# Thomas D'Souza
Thomas D'Souza (Adyarpadav - Mangalore, Karnataka, 26 de agosto de 1950) es un arzobispo católico Indio. Desde 2012 es el Arzobispo de Calcuta y miembro de la Comisión para Educación de la Conferencia Episcopal Católica de India.

## Primeros años
Fue bautizado en la Iglesia de la Sagrada Familia, Omzoor.  Hizo su educación primaria en la escuela primaria St. Ligorious y desde su infancia es conocido por la humildad y la simplicidad.

## Sacerdocio
Fue ordenado sacerdote católico el 16 de abril de 1977.

## Episcopado
Fue nombrado por el Papa Juan Pablo II como Obispo de Bagdogra el 14 de junio de 1997 y fue ordenado el 25 de enero de 1998. Fue nombrado Arzobispo Coadjutor  de Calcuta el 12 de marzo de 2011 por el Papa Benedicto XVI.  Sucedió al Arzobispo de Calcuta el 23 de febrero de 2012.